# 前63年
| 千纪： | 前1千纪 |
| 世纪： | 前2世纪 \| 前1世纪 \| 1世纪                                                                                |
| 年代： | 前90年代 \| 前80年代 \| 前70年代 \| 前60年代 \| 前50年代 \| 前40年代 \| 前30年代                           |
| 年份： | 前68年 \| 前67年 \| 前66年 \| 前65年 \| 前64年 \| 前63年 \| 前62年 \| 前61年 \| 前60年 \| 前59年 \| 前58年 |
| 纪年： | 西汉元康三年                                                                                               |

## 大事记
- 罗马共和国
  - 格奈乌斯·庞培攻占耶路撒冷，征服敘利亞的塞琉古帝國。
  - 恺撒成为罗马共和国宗教领袖。

## 出生
- 9月23日--奧古斯都大帝，罗马帝国的开国君主（14年去世）。